# توم ديفيس (سياسي أمريكي)
توم ديفيس (بالإنجليزية: Tom Davis)‏ هو محامي وسياسي أمريكي، ولد في 31 مايو 1960 في نيو برونزويك في الولايات المتحدة. حزبياً، نشط في South Carolina Republican Party ‏ والحزب الجمهوري. وقد انتخب عضو مجلس ولاية كارولاينا الجنوبية.